# Pitcairnia subfuscopetala
Pitcairnia subfuscopetala är en gräsväxtart som beskrevs av Werner Rauh och Hebding. Pitcairnia subfuscopetala ingår i släktet Pitcairnia och familjen Bromeliaceae. Inga underarter finns listade i Catalogue of Life.